# Indianapolis (film)
Indianapolis (To Please a Lady) è un film del 1950 diretto da Clarence Brown.